# جزیره فلمینگ (ساسکاچوان)
جزیره فلمینگ (به انگلیسی: Fleming Island) یک جزیره غیر مسکونی در کانادا است که در ساسکاچوان واقع شده‌است. جزیره فلمینگ ۰ نفر جمعیت دارد.